# Al Oliver
Pour les articles homonymes, voir Oliver.
Albert "Al" Oliver (né le 14 octobre 1946 à Portsmouth, Ohio, États-Unis) est un joueur de champ extérieur et de premier but ayant joué dans les Ligues majeures de baseball de 1968 à 1985.
Joueur affichant une moyenne au bâton en carrière de ,303 avec 2743 coups sûrs, Al Oliver a remporté le championnat des frappeurs avec les Expos de Montréal en 1982. Il a reçu sept sélections au match des étoiles : trois comme représentant des Pirates de Pittsburgh, deux pour les Rangers du Texas et deux avec les Expos. Il est un champion de la Série mondiale 1971 avec Pittsburgh.

## Carrière

### Expos de Montréal

#### Saison 1982
Champion frappeur de la Ligue nationale en 1982 avec sa meilleure moyenne au bâton (,331) en carrière et second dans tout le baseball derrière le champion frappeur de la Ligue américaine Willie Wilson, auteur d'une moyenne de ,332 pour Kansas City, Al Oliver termine troisième au vote du joueur par excellence de la saison régulière derrière le lauréat Dale Murphy et Lonnie Smith. Il est en revanche nommé joueur de l'année chez les Expos de Montréal.